# Rhyacia xanthopasta
Rhyacia xanthopasta är en fjärilsart som beskrevs av Charles Boursin 1957. Rhyacia xanthopasta ingår i släktet Rhyacia och familjen nattflyn. Inga underarter finns listade.